# Аббасов, Пулат Аббасович
Пулат Аббасович Аббасов (2 января 1945 — 6 января 2023) — российский учёный в области строительства оснований и фундаментов, доктор технических наук, профессор, заслуженный деятель науки и техники РФ (1995), академик Российской академии архитектуры и строительных наук.

## Биография
Пулат Аббасов родился 2 января 1945 года.
Окончил Дальневосточный политехнический институт имени В. В. Куйбышева (ДВПИ, ныне ‒ Дальневосточный государственный технический университет) (1971).
В 1971—2010 годах работал в Дальневосточном научно-исследовательском, проектно-конструкторском и технологическом институте по строительству (Владивосток): младший и старший научный сотрудник, директор инженерного центра, с 2000 г. директор института.
С 2009 г. — профессор кафедры строительства и управления недвижимостью Инженерной школы ДВФУ.
Диссертации:
- Исследование и внедрение плоскопрофилированных свай в сложных грунтовых условиях юга Дальнего Востока : диссертация … кандидата технических наук : 05.23.02. — Владивосток, 1976. — 259 с. : ил.
- Теоретические и экспериментальные основы механизированной безотходной технологии возведения свайных фундаментов : диссертация … доктора технических наук : 05.23.08. — Владивосток, 1989. — 383 с. : ил.

Сфера научных интересов: исследование и обеспечение эксплуатационной надежности объектов жизнедеятельности населения в суровых природно-климатических условиях Дальнего Востока, основания и фундаменты зданий и сооружений, технология, механизация и организация строительного производства, строительная климатология.
С 2004 г. член-корреспондент, с 2009 г. академик Российской академии архитектуры и строительных наук (РААСН). В 2004—2009 гг. председатель Дальневосточного регионального отделения РААСН.
Заслуженный деятель науки и техники РФ (1995). Награжден тремя медалями ВДНХ (1986, 1987, 1989).
Автор более 320 печатных работ, в том числе 9 книг, имеет 40 авторских свидетельств и патентов РФ.
Умер 6 января 2023 года после тяжелой и продолжительной болезни. Похоронен во Владивостоке на Морском кладбище.
Дети: Аббасов Алишер Пулатович, Тамила Пулатовна Аббасова
Сочинения:
- Механизированная безотходная технология возведения свайных фундаментов / П. А. Аббасов. — Владивосток : Изд-во Дальневост. ун-та, 1988. — 222 с. : ил.; 21 см.
- Опыт организации работы в отраслевом научно-исследовательском институте / П. А. Аббасов ; Российская акад. архитектуры и строит. наук, Дальневосточный науч.-исслед. проектно-конструкторский и технологический ин-т по стр-ву. — Владивосток : Дальпресс, 2007. — 178, [1] с. : ил., портр., цв. ил., портр., табл.; 25 см; ISBN 5-7311-0271-6
- Тайфуны с позиции строителя / П. А. Аббасов, А. С. Петрашень ; Российская акад. архитектуры и строит. наук (РААСН), Дальневосточный науч.-исслед., проектно-конструкторский и технологический ин-т по стр-ву. — Владивосток : Дальнаука, 2008. — 166, [2] с. : ил., портр., табл., цв. ил.; 25 см; ISBN 978-5-8044-0875-1
- Свайные фундаменты / [Аббасов П. А., Бахолдин Б. В., Гончаров Б. В. и др.]; Под ред. В. А. Ильичева; Всесоюз. н.-и., проект.-изыскат. и конструкт.-технол. ин-т оснований и подзем. сооружений им. Н. М. Герсеванова, Дальневост. н.-и., проект.-конструкт. и технол. ин-т по стр-ву. — Москва : Стройиздат, 1991. — 92 с. : ил.; 20 см; ISBN 5-274-01945-5 :